# Мальчик, который рассказывал об оборотне
«Мальчик, который рассказывал об оборотне» (англ. The Boy Who Cried Werewolf) — американский комедийный телевизионный фильм ужасов, вышедший на экраны в 2010 году. Главные роли в нём исполнили Виктория Джастис и Чейз Эллисон.

## Сюжет
Жизнь обыкновенной семьи, живущей в Калифорнии меняется, после известия о получении наследства. Родственник Драгомир Вукович завещал им старинный замок, находящийся в Румынии. Это особенно радостная новость для сына, увлекающегося мистическими существами. При получении наследства семья сталкиваются как с вполне земными силами (риэлторами), старающимися им помешать, так и с чем-то сверхъестественным.

## В ролях
- Виктория Джастис — Джорди (Джордан)
- Брук Шилдс — мадам Ви (Варколак)
- Чейз Эллисон — Хантер
- Мэтт Уинстон — Дэвид Сендс
- Брук Д’Орсей — Паулина
- Кристи Лэйнг — Тиффани Уит
- Патрик Сабонгуй — фанат монстров
- Алекс Дьякун — Игорь Ван Хелман  Станиславский
- Хезер Дорксен — помощник тренера
- Бен Коттон — водитель такси

## Приём
Состоявшаяся 23 октября 2010 года премьера фильма на кабельном телеканале Nickelodeon собрала аудиторию в 5,8 млн зрителей.
Брайан Лоури из Variety назвал фильм безобидным и дешёвым, не найдя в нём ничего примечательного. Виктория Джастис в 2011 году была отмечена номинацией на премию «Молодой актёр» за лучшую женскую роль в телефильме, мини-сериале или специальном выпуске.